# Ruscus
Genre
Classification APG III (2009)
Ruscus est un genre de plantes de la famille des Asparagaceae (ou des Liliaceae, selon la classification classique).

## Liste d'espèces
Selon World Checklist of Selected Plant Families (WCSP) (10 juil. 2010) :
- Ruscus aculeatus L. (1753) - Fragon faux houx
- Ruscus colchicus Yeo (1966)
- Ruscus hypoglossum L. (1753)
- Ruscus hypophyllum L. (1753)
- Ruscus hyrcanus Woronow (1907)
- Ruscus × microglossus Bertol. (1857)
- Ruscus streptophyllus Yeo (1966)